# Saint Mary's Star of the Sea
Saint Mary's Star of the Sea är en romersk-katolsk kyrkobyggnad i Edinburgh i Skottland. Den är helgad åt Jungfru Maria och särskilt åt hennes roll som Havets stjärna (latin: Stella maris), det vill säga de sjöfarandes beskyddarinna. Kyrkan är belägen i distriktet Leith och förestås av Oblatfäderna. Kyrkan är sedan år 1970 byggnadsminne.